# 11492 Shimose
11492 Shimose (1988 VR3) là một tiểu hành tinh vành đai chính được phát hiện ngày 13 tháng 11 năm 1988 bởi K. Endate và K. Watanabe ở Kitami.